# Weiheentlassschreiben
Ein Weiheentlassschreiben oder Entlassschreiben (lat. litterae dimissoriae) ist im Kirchenrecht der römisch-katholischen Kirche das Schreiben eines Bischofs, mit dem dieser die Weihe eines Untergebenen durch einen anderen Bischof gestattet.

Geregelt ist das Entlassschreiben im katholischen Kirchenrecht in den can. 1015 ff. des Codex Iuris Canonici (CIC): 

„Jeder Weihebewerber zum Presbyterat und zum Diakonat ist vom eigenen Bischof oder aufgrund von dessen rechtmäßigem Weiheentlassschreiben zu weihen.“

Hinzu kommt das an die Bischöfe gerichtete Verbot, außerhalb des eigenen Bereiches Weihen ohne Zustimmung des Diözesanbischofs vorzunehmen (siehe 1017  CIC).

## Ausstellung von Weiheentlassschreiben
Die Frage, wer ein Weiheentlassschreiben ausstellen kann, richtet sich nach 1018  CIC.

### Weltkleriker
Bei Weltklerikern liegt die Berechtigung zum Ausstellen eines Entlassschreibens zunächst beim eigenen Bischof. Den Begriff des eigenen Bischofs definiert das Kirchenrecht wie folgt: 

„Eigener Bischof im Hinblick auf die Erteilung der Diakonenweihe ist für diejenigen, die dem Weltklerus angehören wollen, der Bischof der Diözese, in der der Weihebewerber seinen Wohnsitz hat, oder jener Diözese, in deren Dienst der Weihebewerber treten will, hinsichtlich der Erteilung von Priesterweihe von Weltklerikern ist es der Bischof der Diözese, in die der Weihebewerber durch den Diakonat inkardiniert ist.“

Neben dem eigenen Bischof kann das Entlassschreiben auch durch den Apostolischen Administrator, den Diözesanadministrator mit Zustimmung des Konsultorenkollegiums sowie den Apostolischen Provikar oder Propräfekt mit Zustimmung des Priesterrates nach can. 495 § 2 ausgestellt werden.
Allerdings dürfen der Diözesanadministrator, der Apostolische Provikar und der Apostolische Propräfekt Entlassschreiben nicht für solche Bewerber ausstellen, denen der Zugang zu den Weihen durch den Diözesanbischof, den Apostolischen Vikar oder den Apostolischen Präfekten verwehrt worden ist.

### Ordensangehörige
Für den Bereich des Ordenswesen regelt das Kirchenrecht: 

„§ 1: Dem höheren Oberen eines klerikalen Ordensinstitutes päpstlichen Rechtes oder einer klerikalen Gesellschaft des apostolischen Lebens päpstlichen Rechtes steht es zu, für seine Untergebenen, sofern sie gemäß den Konstitutionen auf Dauer oder endgültig dem Institut beziehungsweise der Gesellschaft eingegliedert sind, Weiheentlassschreiben zum Diakonat und zum Presbyterat auszustellen
§ 2: Die Weihespendung an alle übrigen Alumnen jedweden Institutes oder jeglicher Gesellschaft richtet sich nach dem Recht der Weltkleriker, jedwedes den Oberen erteilte Indult ist widerrufen.“

## Adressat des Weiheentlassschreibens
Das Entlassschreiben kann an jeden in Gemeinschaft mit dem Apostolischen Stuhl stehenden Bischof gerichtet werden (1021  CIC). Die Weihe darf nach ausdrücklicher Bestimmung nur vorgenommen werden, wenn die Echtheit des Entlassschreibens feststeht (can. 1022  CIC).